# Halo 4
Halo 4 – gra komputerowa z gatunku first-person shooter stworzona przez 343 Industries. Premiera odbyła się 6 listopada 2012 roku. Gra dostępna jest tylko na konsolę Xbox 360. Halo 4 zostało oficjalnie zapowiedziane 4 czerwca 2011 na targach gier E3.
Gra jest początkiem nowej trylogii (ang. Reclaimer Trilogy). Akcja toczy się 4 lata po wydarzeniach z Halo 3.
W Polsce została wydana w trzech wersjach: wersja standardowa z pełną polską lokalizacją oraz wersja standardowa i limitowana z oryginalnymi dialogami i polskimi napisami.
Gra została przystosowana do nowszych standardów i stała się częścią Halo: The Master Chief Collection, w które można zagrać na konsolach Xbox One i Series X/S oraz komputerach z systemem Windows.